# Robert Henry Clarke
Robert Henry Clarke (Londres, 6 de março de 1919 — Pisco, Peru, 8 de maio de 2011) foi um oceanógrafo britânico que se destacou no estudo dos cachalotes e outros cetáceos. O seu extenso trabalho de investigação sobre a biologia e ecologia do cachalote contribuíram para proteger aquele cetáceo contra a sobre-exploração durante os anos de intensa baleação no Atlântico Norte e no Pacífico Sul.

## Biografia
Robert Clarke nasceu em Camberwell, South London, tendo concluído entre 1932 e 1936 a sua formação secundária na St Saviour's and St Olave's Church of England Grammar School, uma prestigiosa escola de Londres. Em 1937, como bolseiro do Governo britânico, ingressou no curso de Ciências Naturais no New College da Universidade de Oxford (Oxford University).
Em 1939 foi forçado a interromper os seus estudos com o desencadear da Segunda Guerra Mundial, tendo ingressado como voluntário na Royal Naval Volunteer Reserve (RNVR) da Marinha Real Britânica, onde como tenente integrou o Admiralty Unexploded Bomb Department (o Departamento de Bombas Não Explodidas do Almirantado), navegando em diversos oceanos. Serviu mais tarde no Research and Development (India), a Direcção de Investigação e Desenvolvimento do Almirantado, na Índia, tendo conduzido operações especiais naquele país, na Birmânia (actual Myanmar) e no Ceilão (actual Sri Lanka). Em 1946 terminou o seu serviço militar, retomando os seus estudos na Universidade de Oxford, onde em 1947 obteve com honras o grau de mestre em Ciências Naturais (Oceanografia).
Em 1947 iniciou uma carreira científica no campo da biologia marinha que o levaria a participar em expedições oceanográficas em todos os oceanos e mares do planeta, à excepção do Mar Cáspio e Mar Morto. Ao longo da sua carreira, participou nos cruzeiros da série Discovery Investigations, foi investigador no Instituto Nacional de Oceanografia Britânico (UK National Institute of Oceanography, Surrey) e em participou trabalhos de investigação conduzidos no âmbito da Organização das Nações Unidas para a Alimentação e a Agricultura (FAO). Foi ainda professor visitante na universidade mexicana da Baixa Califórnia (Universidad Autónoma de Baja California) e catedrático investigador no Instituto de Investigación y Estudios Avanzados de Yucatán, também no México.
O envolvimento de Robert Clarke com as baleias e com a baleação, que iniciou a sua longa e diversa carreira, começou com sua nomeação como «segundo-inspetor» a bordo navio-fábrica baleeiro britânico Southern Harvester em baleação na Antártica durante a temporada 1947/1948. Após essa experiência, no ano seguinte ingressou como biólogo no programa Discovery Investigations, financiado pelo British Colonial Office, programa que visava fornecer a base científica para o gestão das populações de cetáceos alvo de baleação comercial nas águas em torno da Antártida. Até até 1971 foi investigador principal (Principal Scientific Officer) no UK National Institute of Oceanography, em Surrey, produzindo importantes relatórios sobre a caça ao cachalote e sobre a biologia daquele cetáceo.
Logo em 1947 encontrou no estômago de um cachalote um espécime do raro peixe de águas profundas Ceratias holboelli Krøyer, 1845, exemplar que se encontra em exibição no Darwin Center do Museu de História Natural de Londres.  
No âmbito daquele programa, em 1949 visitou os Açores com o obectivo de estudar a biologia do cachalote, examinando carcaças na plataforma de Porto Pim, na ilha do Faial, e saiu à baleia por duas vezes com os baleeiros do Capelo, na mesma ilha, tendo na altura produzido o filme em 16 mm intitulado Open Boat Whaling in the Azores. Esta visita marcou o início do seu percurso de doutoramento, que concluiria em 1957 com a obtenção do grau de Doctor Philosophiae pela Universidade de Oslo com a dissertação intitulada Sperm whales of the Azores. No âmbito da preparação da sua tese realizou trabalhos de investigação nos mares dos Açores, os quais incluíram em 1955, na Terceira e com a colaboração da Força Aérea Portuguesa, a primeira tentativa bem sucedida de marcação de baleias a partir de um helicóptero, utilizando um Sikorsky UH-19 a partir da Base das Lajes (ilha Terceira). Nesse mesmo ano, examinou mais carcaças de cachalote ns rampa da estação baleeira do Porto Pim e extraiu de uma delas uma lula gigante do género Architeuthis, com 184 kg de peso, tida como o maior espécime daquele género jamais encontrada. Dos seus trabalhos de doutoramento resultaram dois relatórios da série Discovery Reports, intitulados Open boat whaling in the Azores (1954) e Sperm whales of the Azores (1956), que permanecem publicações de referência essenciais para estudantes, historiadores da actividade baleeira e biólogos que pretendam estudar os cachalotes.
Durante o percurso de investigação para o doutoramento, em 1954 visitou os Açores e a Madeira na qualidade de consultor técnico-científico para a realização do filme Moby Dick (1956), dirigido por John Huston. Este filme britânico de 1956, dos géneros drama, ação e aventura, foi dirigido por John Huston, com roteiro de Ray Bradbury e do próprio Huston baseado no clássico Moby Dick, de Herman Melville.
Em 1958 foi enviado pela FAO das Nações Unidas à América do Sul para organizar a investigação sobre cetáceos no Peru, Equador e Chile, e integrou o grupo de peritos que participou na criação do IMARPE (Instituto del Mar del Perú). Trabalhou com a Comisión Permanente del Pacífico Sur para planificar e conceber laboratórios de investigação nas estações baleeiras do Chile e Peru, e formar biólogos especializados em cetologia, ou seja na investigação sobre as baleias.
Em 1968 produziu o documentário ‘’Barbed Water’’ para a Holt Mallison Films, com a colaboração dos baleeiros do Faial e do Pico.
No período de 1977-1980 foi catedrático investigador na Universidad Autónoma de Baja California (México) e em 1981-1982 foi catedrático investigador no Instituto de Investigación y Estudios Avanzados de Yucatán (também no México). 
A sua investigação sobre a caça às baleias demonstrou que os estoques de cachalotes estavam diminuindo perigosamente devido à caça excessiva na década de 1970. Como resultado dessas e de investigações semelhantes, a Comissão Baleeira Internacional declarou uma moratória à caça global de baleias em 1986.
Ao longo da sua carreia produziu mais de 100 publicações sobre a biologia e conservação dos cetáceos no Ártico, Antártico, Atlântico, Pacífico, Índico e Mediterrâneo, sobre lulas e peixes de da região abissal, entre outros temas, merecendo destaque o trabalho de investigação em sete partes Sperm Whales of the Southeast Pacific, e o livro Open boat whaling in the Azores (1954), traduzido para português em 2001. Em 2009 o IMARPE publicou a edição especial Resúmenes de las Investigaciones Balleneras en el Pacífico Sureste y otros Océanos, por Robert Clarke e Obla Paliza, que contém os sumários da maioria dos trabalhos previamente publicados em outras revistas científicas do mundo. 
Fixou-se nos arredores da cidade de Pisco, na região costeira do sul do Peru, com a esposa Obla Paliza, bióloga marinha também especializada em cachalotes.  Faleceu naquela cidade em 2011, aos 92 anos de idade.

## Obras publicadas
É autor de mais de uma centena de publicações científicas e de divulgação, entre as quais:
- 1949 — A Dead Whale or a Stove Boat. In Listener, 42: 993-994.
- 1953 — Sperm Whaling from Open Boats in the Azores. In Norsk Hvalfangsttid, 42, pp. 375-385 (reeditado em 1955 na Zoo Life, 10: 47-55.
- 1954 — Open Boat Whaling in the Azores - The History and Present Methods of a Relic Industry. Discovery Report, 26: 281-354 (traduzido para Português em 2001, por Fernando Faria da Silva, com o título Baleação em botes de boca aberta nos mares dos Açores - História e métodos actuais de uma indústria-relíquia).
- 1955 — A Giant Squid Swallowed by a Sperm Whale. In Norsk Hvalfangsttid, 44: 589-593.
- 1956 — Sperm Whales of the Azores. Discovery Report, 28: 237-298.
- 1956 — Marking Whales from a Helicopter. In Norsk Hvalfangsttid, 45: 311-318.
- 1956 — A Biologia dos Cachalotes Capturados nos Açores. In Notas e Estudos do Instituto de Biologia Marítima, 10: 1-11.
- 1957 — La Baleinière des Açores. In Neptunia, 46: 16-21.
- 1968 — Hunting Whales from Open Boats in the Azores. In The Whale (editado por L. Harrison Matthews - George Allen & Unwin Ltd., Londres): 146-152.
- 1981 — Whales and Dolphins of the Azores and Their Exploitation. In Report of the International Whaling Commission, 31: 607-615.